# 乔·纳图曼
乔·纳图曼（英語：Joe Natuman，1952年11月24日—），男，瓦努阿图政治人物，曾任瓦努阿图总理。